# Werauhia
Werauhia J.R.Grant é um género botânico pertencente à família Bromeliaceae, subfamília Tillandsioideae.
É composto por aproximadamente 85 espécies da América do Sul, principalmente do Brasil.
O gênero foi nomeado em homenagem ao botânico alemão Prof. Dr. Werner Rauh (1912-200),

## Principais espécies

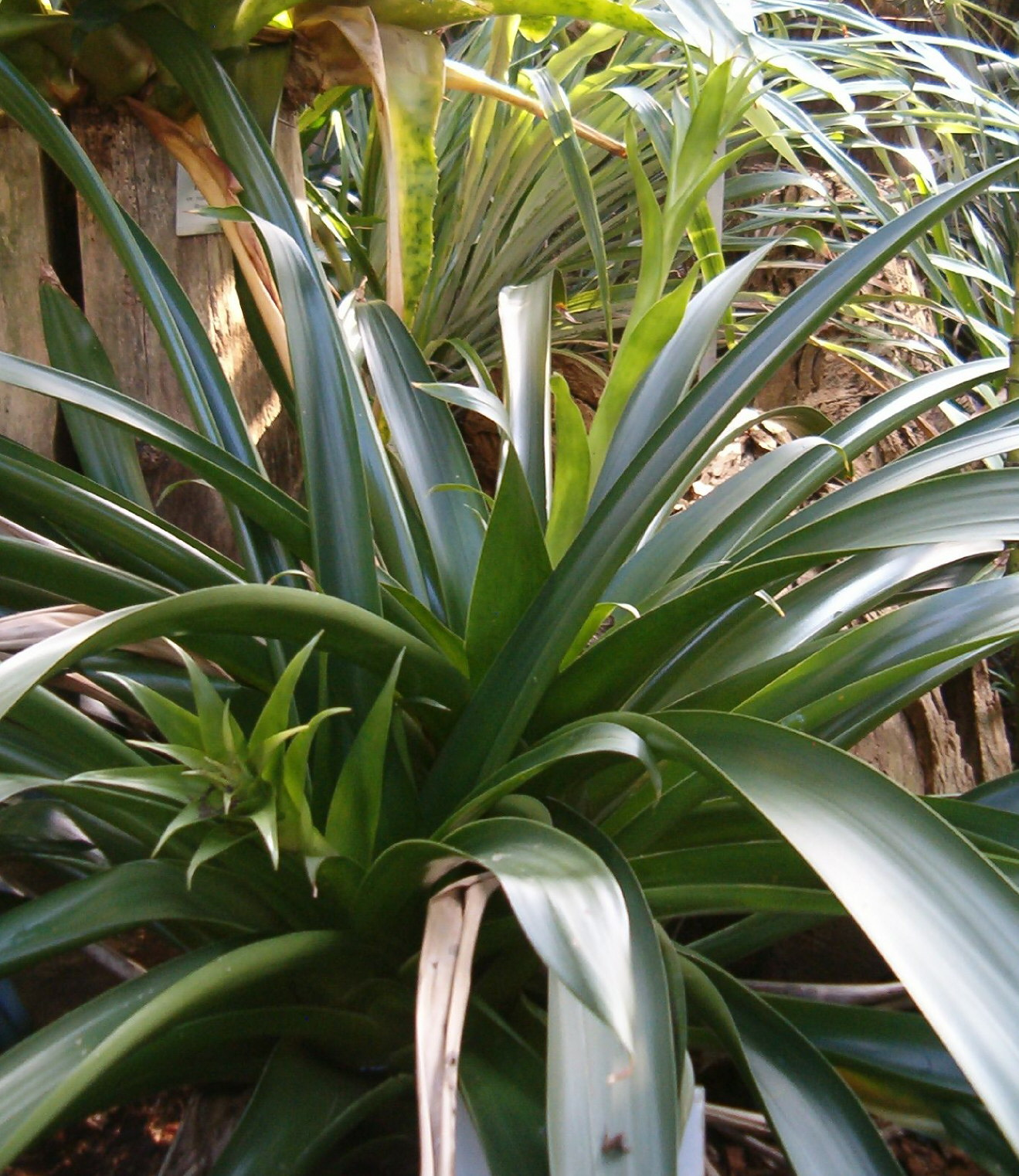
Werauhia tarmaensis.

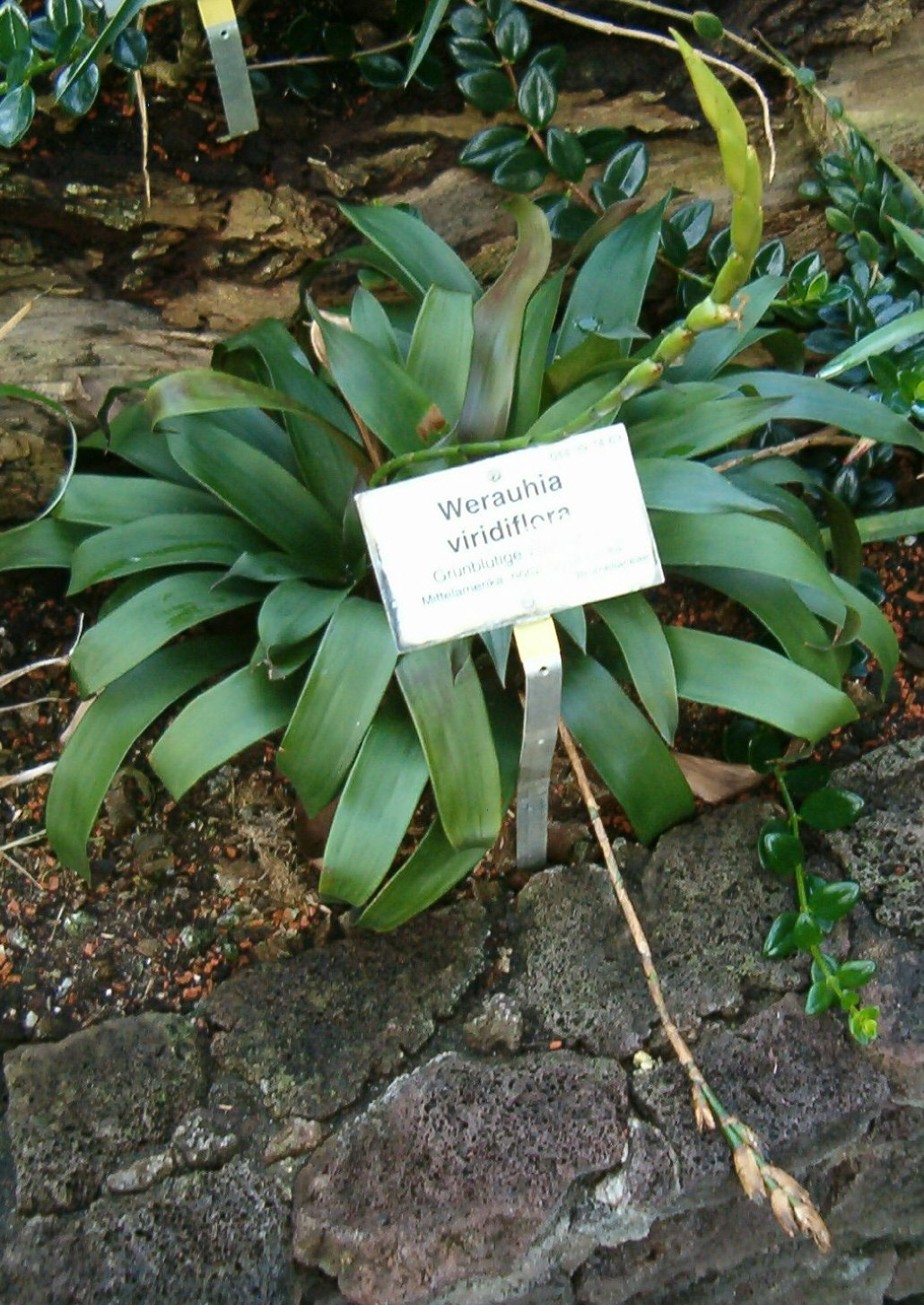
Werauhia viridiflora.

- Werauhia apiculata (L.B.Smith) J.R.Grant
- Werauhia bicolor (L.B.Smith) J.R.Grant
- Werauhia capitata (Mez & Wercklé) J.R.Grant
- Werauhia gigantea (Martius ex Schultes f.) J.R.Grant
- Werauhia greenbergii (J.Utley) J.R.Grant
- Werauhia guadelupensis (Baker) J.R.Grant
- Werauhia hygrometrica (André) J.R.Grant
- Werauhia insignis  (Mez) W. Till, Barfuss & R. Samuel
- Werauhia kupperiana (Suessenguth) J.R.Grant
- Werauhia latissima (Mez & Wercklé) J.R.Grant
- Werauhia marnier-lapostollei (L.B.Smith) J.R.Grant
- Werauhia millenia J.R.Grant
- Werauhia nephrolepis (L.B.Smith & Pittendrigh) J.R.Grant
- Werauhia ororiensis (Mez) J.R.Grant
- Werauhia ringens (Grisebach) J.R.Grant
- Werauhia tarmaensis (Rauh) J.R.Grant
- Werauhia sanguinolenta (Linden ex Cogniaux & Marchal) J.R.Grant
- Werauhia viridiflora (Regel) J.R.Grant
- Werauhia werckleana (Mez) J.R.Grant
- Werauhia woodsoniana (L.B.Smith) J.R.Grant
- «PPP-Index Lista completa»